# SN 2006nc
SN 2006nc – supernowa typu Ia odkryta 27 października 2006 roku w galaktyce A005522-0023. W momencie odkrycia miała maksymalną jasność 21,50m.